# 汪德元
汪德元，字正淑，南直隸徽州府歙縣人，明朝政治人物，賜特用進士出身。
崇禎十三年以廷試貢生賜特用，十五年成進士，官蒼梧知縣。桂端王南下，追隨扈駕，力戰焊兵，撫民定變，歸里講學紫陽。